# Emilio Novoa González
Emilio Novoa González (Ourense, 10 de febrer de 1895 - Madrid, 1972) fou un radiotelegrafista i polític gallec, governador civil durant la Segona República Espanyola. En 1954 el Ministeri d'Educació li atorgà l'encomana i placa de l'Orde d'Alfons X el Savi i fou nomenat Conseller honorari d'Educació Nacional. L'Ajuntament de Madrid col·locà en 1996 una placa commemorativa a la façana de la casa on va viure al carrer General Díaz Porlier del Barri de Salamanca.
Fou alumne de la primera promoció de l'Escola General de Telegrafia. En març de 1916 presentà la seva memòria: El magnetismo terrestre y el campo electro-magnético del Sol. També cursà estudis de Dret a Madrid. Radiotelegrafista destinat a la Central de Madrid, posteriorment prestà serveis a Província de Conca i Toledo. En 1920 estava en la comissió per a l'estudi de la xarxa telegràfica de Salamanca. En 1921 era cap de línia a Portbou. En 1923 realitzà un estudi sobre la xarxa telefònica provisional de Madrid. En 1924 fou nomenat professor de l'Escola de Telegrafia, arribant a catedràtic de Construcció, mecànica aplicada i motors tèrmics.
Durant la República es va afiliar al Partit Republicà Radical i fou nomenat governador civil d'Àlaba el 22 de desembre de 1933, i va romandre en el càrrec fins que el 27 de maig de 1934 fou nomenat governador de Corunya, i va restar en el càrrec fins al 21 de desembre de 1935. El desembre de 1934 va rebre la placa de l'Orde de la República. En produir-se el cop d'estat del 18 de juliol de 1936 es va refugiar en una legació diplomàtica per a fugir de la zona controlada pel Govern. En 1942 va retornar al servei actiu com a Enginyer-professor a l'Escola Oficial de Telecomunicació. En 1946 fou catedràtic de Construcció de línies a l'Escola d'Ajudants. El 20 de desembre de 1949 fou nomenat director de l'Escola Oficial de Telecomunicació. Entre 1955 i 1958 treballà en la Prefectura de Serveis Generals de Telecomunicació, en la seva delegació de télex. A partir de juny de 1960 s'encarregà de la càtedra de Construcció de línies a l'Escola d'Ajudants i de Construcció i conservació de xarxes a l'Escola Tècnica Superior. Es va jubilar en 1965.